# 2016年太平洋颱風季
| 太平洋颱風季             |
| 主題頁 - 專題 - 編輯指南 |

2016年太平洋颱風季泛指於2016年全年內的任何時間，於赤道以北及國際換日線以西的太平洋水域，以及南中國海所產生的熱帶氣旋。雖然有關方面並沒有設下本颱風季的指定期限，但是大部份於西北太平洋的熱帶氣旋通常皆會於5月至12月期間形成。
本條目的範圍僅局限於赤道以北及國際換日線以西的太平洋及南海的水域。於赤道以北及國際換日線以東的太平洋水域產生的風暴則被稱為颶風，並被列入2016年太平洋颶風季。於西北太平洋產生的熱帶風暴是由日本氣象廳所命名（即國際名稱），國際編號為16xx，而美國聯合颱風警報中心（英語：JTWC）則將於該地區的熱帶低氣壓之編號以W字母作結。凡進入或產生於菲律賓風暴責任範圍以內的熱帶低氣壓，菲律賓大氣地球物理和天文服務管理局（英語：PAGASA）均會給予當地名稱，作當地警報用途，因此可能會有兩個不同的英文名稱（官方以國際名稱為準）；此外，中华人民共和国與中華民國採用的中文譯名可能不同。以下各熱帶氣旋資訊以熱帶氣旋存在期間的巔峰形態為準。
2016年西北太平洋風季開始時間明顯偏遲，第一個系統於5月26日形成，令本年風季成為紀錄史上第5遲開始的風季，亦是21世紀至今最遲開始的風季，只比1973、1983、1984及1998此四年早；但該系統卻成為港澳地區有紀錄以來於厄爾尼諾現象影響下，最早吹襲當地的熱帶氣旋。而第一個獲命名風暴則於7月3日形成，只比1998年的7月8日為早5日；亦是颱風茉莉於2015年12月17日消散後，相隔198日後才再有命名風暴形成，打破西北太平洋最長沒有命名熱帶氣旋的「空窗期」。受熱帶氣旋頻繁吹襲的菲律賓也在茉莉後大半年沒有風暴來襲，直至2016年颱風妮妲在7月31日登陸呂宋北部，才再有熱帶氣旋登陸菲律賓，情況實屬罕見。不過到8月卻受到巨大「季候風渦旋」影響，熱帶氣旋活動變得異常頻繁，短短兩星期內湧現6個命名熱帶氣旋，與該年前6個月的寂靜形成強烈對比。

## 颱風季預測

### 香港
香港天文台在2016年3月15日匯報天文台最新發展，預料厄爾尼諾現象會在隨後數個月逐漸減弱，下半年更有一半機會發展成為拉尼娜現象。天文台在當日公佈的「全年展望」中預計年內進入香港500公里範圍內的數目則接近正常，約有4至7個，而風季則可能於6月或之後開始。但結果風季在5月26日已經隨著南海北部一個季風低壓發展成熱帶氣旋而展開，不但是2008年以來首個6月前開始的風季，而且成為有紀錄以來首個於厄爾尼諾現象下在6月前揭開序幕的風季。香港在7月至8月亦接連受到銀河、妮妲和電母3個氣旋吹襲，天文台因而在8月24日更新「全年展望」，把進入距離香港500公里範圍的熱帶氣旋預測數量上調到5至8個，屬正常至偏多。9月至10月，香港再接連受到莫蘭蒂、鮎魚、艾利、莎莉嘉和海馬5個氣旋吹襲，令總數超越「全年展望」的上限。

### 澳門
澳門地球物理暨氣象局（葡萄牙語：SMG）氣象局氣象處處長鄧耀民和氣象高級技術員曾秀樺於1月27日出席電台時事節目澳門講場時表示，厄爾尼諾現象將於春季迅速減弱，年底或發展拉尼娜現象，惟不確定性仍高，要視乎4月及5月南海及西北太平洋海水溫度，預測年內將有4至6個熱帶氣旋將影響澳門。

### 中國大陸
中國国家海洋预报台预计2016年西北太平洋和南海海域共有21至23个热带气旋生成，登陆岸段主要在华南沿海，数量较常年平均25.6个和2015年27个均偏少。

### 臺灣
中華民國交通部中央氣象局（英語：CWB）於6月28日召開颱風展望記者會，預估該年夏季將有2至4個颱風侵臺，氣候平均值為3.6個，影響台灣的機率秋季較夏季大。今年北太平洋西部海域颱風生成總數預估約為19至23個，少於氣候平均值（25.7個）。

## 已被國際命名的熱帶氣旋

### 颱風尼伯特 (Nepartak)
PAGASA: Butchoy
雖然1950年以來最強烈和持久的厄爾尼諾現象告一段落，但是2016年初西北太平洋熱帶氣旋活動平淡，直至7月1日才出現一個發展空間明顯較大的低壓區。該系統在翌日（7月2日）發展為熱帶低氣壓，3日獲日本氣象廳升為熱帶風暴並命名為尼伯特，是1998年以來最晚出現的全年首個獲命名熱帶氣旋。尼伯特此後吸收西北太平洋寂靜多時而積存的龐大能量，展開長達3日的爆發增強，一躍成為該年第1個同時達到中國國家氣象中心及香港天文台之「超強颱風」、臺灣中央氣象局之「強烈颱風」和聯合颱風警報中心之「超級颱風」強度的風暴，屬最少近60年以來最強全年首個獲命名風暴；並在副熱帶高壓脊引領下向西北漸轉西北偏西高速移動，以接近巔峰強度橫掃臺灣，更在臺灣造成嚴重損失和災情。

### 熱帶風暴盧碧 (Lupit)
盧碧之前身是於7月22日在西北太平洋上空從一個鋒面系統分裂而成的低壓區，發展初期曾被美國海洋預報中心評為亞熱帶氣旋。可是日本氣象廳卻評定該系統是一個獨立發展的熱帶系統且發展良好，因此升為熱帶低氣壓，而聯合颱風警報中心在翌日（23日）更因應盧碧加速增強，跳過熱帶氣旋形成警報，直接表示該系統轉化成熱帶氣旋之餘，更把該系統跳升為熱帶風暴，日本氣象廳在24日凌晨跟隨。盧碧受西風帶引導下向東北移動，且外圍雨帶仍呈現鋒面特徵，溫帶氣旋特性明顯，結果聯合颱風警報中心對盧碧之第4報已經是最後警報，日本氣象廳亦在25日凌晨表示盧碧已轉化為溫帶氣旋。轉化後的盧碧改向西北推進，移入鄂霍次克海後減弱消散。

### 強烈熱帶風暴銀河 (Mirinae)
銀河是一個典型的南海「西進型」風暴，於7月24日在菲律賓呂宋附近形成，並隨即橫過呂宋島，移入南海後吸收炎熱海水供應之能量，並藉著良好的高空輻散開始發展，25日增強為熱帶低氣壓。此後銀河沿副熱帶高壓脊南側向西北偏西移動，並受垂直風切變抑制，但無阻它在翌日（26日）午後加強為熱帶風暴，中國國家氣象中心在當晚更一度把銀河升為強熱帶風暴。當晚銀河登陸及橫過中國海南，27日移入北部灣後重新組織，臨近再次登陸之際更發展出風眼結構，促使日本氣象廳把銀河升為強烈熱帶風暴，中國國家氣象中心亦再度作出此項升格。28日午夜時份，銀河登陸越南南定省，之後在地型摩擦下逐漸減弱，並在越南北部消散。

### 強烈熱帶風暴妮妲 (Nida)
PAGASA: Carina
在熱帶氣旋銀河剛形成時，數值預報模式已指出會再有一個風暴在菲律賓以東海域出現；可是各預報模式對該系統此後的動向分歧極大，路徑西至珠江口、東至日本以南之西北太平洋，強度方面則有預測指會增強至颱風水平，但亦有指會無法發展。這個預報中的低壓區於7月27日晚上在菲律賓棉蘭老島以東之海面生成，美國海軍研究實驗室給予擾動編號96W。該低壓區初時環流廣闊、組織散亂且未具螺旋性，需時整合對流雲系，不過到翌日（28日）晚上對流開始爆發，呈現熱帶氣旋之雛形，終在29日加強為熱帶低氣壓。該系統初時採取偏北路徑，30日增強為熱帶風暴並獲日本氣象廳命名為妮妲；後來改為大致向西北或西北偏西移動，31日進一步加強為強烈熱帶風暴，當日下午橫過呂宋東北端。妮妲在翌晨（8月1日）移入南海東北部並進一步增強為颱風，發展出一個大型風眼，直撲珠江口以東一帶，終在8月2日凌晨橫過深圳，是2009年颱風莫拉菲以來首個登陸大鵬半島的熱帶氣旋。之後妮妲深入內陸並迅速而顯著地減弱，至8月3日減弱為熱帶低氣壓，8月4日逐漸消散。可是日本氣象廳在事後發佈的最佳路徑中，把妮妲的強度向下修訂為強烈熱帶風暴，接近中心最高持續風速下調為60節（每小時110公里），中心最低氣壓上調至975百帕斯卡。

### 強烈熱帶風暴奧麥斯 (Omais)
奧麥斯始於2016年8月於西北太平洋至華南出現的巨大季候風渦旋東南側與西南季候風輻合而成的低壓區，環境因素初時有利其增強。可是其環流廣闊，潛熱釋放不能集中，結果初期未能顯著增強。同時奧麥斯受西風槽影響而採取偏北路徑，在距離日本較遠的海面掠過，之後轉化為溫帶氣旋。

### 熱帶風暴康森 (Conson)
熱帶風暴康森是繼強烈熱帶風暴奧麥斯後第2個由「季候風渦旋」生成的熱帶氣旋。生成後持續北上，轉化為溫帶氣旋。

### 強烈熱帶風暴燦都 (Chanthu)
2016年下半年熱帶輻合帶北抬及漸趨活躍，於8月發展出一道西至華南沿岸、東至西北太平洋的廣闊季候風槽，組成龐大的「季候風渦旋」系統，驅使西北太平洋低壓區活動變得非常頻繁，接二連三地有熱帶氣旋生成，當中包括先後北上吹襲日本的奧麥斯和康森，與該年上半年風暴活動異常淡靜的情況形成強烈對比。可是此「季候風渦旋」未有停下，繼續促使更多風暴發展，燦都便是其中之一。

### 熱帶風暴電母 (Dianmu)
電母是在2016年8月西北太平洋至華南沿岸龐大「季候風渦旋」的產物之一，於8月14日從華南沿岸的季候風槽中發展，亦因而呈現「季候風低壓」特性，風力外強內弱。電母發展初期出現多中心情況，於16日加強為熱帶低氣壓，並在香港東面200公里內出現一個較明顯的旋轉中心，但很快便登陸汕尾和減弱；幾經掙扎後至翌晨（17日）才於香港西南面約200公里出現一個更穩定的主中心。當日電母在南海西北部原地打轉，18日早上增強為熱帶風暴並獲命名，此後沿中國內陸高壓區南面西移，橫過雷州半島並進入北部灣。到19日電母在北部灣上空重新組織，於越南海防再次登陸，隨後逐漸減弱，但在西南季候風的支援下未有即時消散，而是繼續深入中南半島，為當地帶來暴雨。

### 颱風蒲公英 (Mindulle)
在獅子山發展期間並移向日本前，西北太平洋再出現另一熱帶氣旋蒲公英。初時蒲公英只是一個低壓區，加上受到附近的強勁垂直風切變影響，令其發展緩慢。然而，當蒲公英離開了強風切變區時，發展開始加快，繼續北上日本並逐漸增強為颱風，並與仍在發展中的獅子山產生「雙颱效應」，使獅子山往南折返。最後蒲公英橫掃日本本州東岸，重創八丈度至東京等地，造成最少2死59傷。

### 颱風獅子山 (Lionrock)
PAGASA: Dindo
獅子山是2016年8月西北太平洋巨大「季候風渦旋」下生成的最強風暴，它始於8月15日在威克島西方海面生成的一個低壓區，並向西北偏西移動，增強為熱帶低氣壓之時曾經被聯合颱風警報中心評為副熱帶氣旋。到19日獅子山移至日本本州以南海域和加強為熱帶風暴，同時折向西南偏西。隨後數日獅子山與北上吹襲日本的颱風蒲公英發生「雙颱效應」，減速移動和採取S形路線，緩慢南下琉球群島；至23日擺脫牽制和開始迅速而顯著加強，逐漸發展為一成熟颱風，不過身陷鞍形氣壓場，使其繼續滯留於琉球群島東面。
西風槽在8月27日打擊華東高壓脊並使其向西撤退，瓦解鞍形氣壓場，而赤道反氣旋由獅子山的東南面向北擴展，令獅子山「掉頭」向東北加速推進，到30日再受從北面延伸的副熱帶高壓脊引導，改向西北偏北和橫掃日本東北地方，成為當地過百年來首個以颱風強度登陸東北地方東岸的熱帶氣旋，且為當地帶來嚴重水浸，廣泛地區洪水泛濫成災。獅子山肆虐日本和減弱為強烈熱帶風暴後飛快西移，31日掠過俄羅斯海參崴和中國吉林省，並轉化為溫帶氣旋，終在9月2日減弱消散。

### 熱帶風暴圓規 (Kompasu)
圓規是「季候風渦旋」之下第7個熱帶氣旋，第6個近距離掠過日本之風暴，屬於典型掠過日本後轉化為溫帶氣旋的熱帶氣旋。

### 颱風南川 (Namtheun)
PAGASA: Enteng 
日本在2016年8月至9月初接二連三地受到熱帶氣旋吹襲，而南川是一個月內第7個影響日本，和連續第6個登陸當地的熱帶氣旋。南川的強度大起大落，採取S形路徑由台灣以東海域北上吹襲日本。它在剛形成時強度被普遍看淡，但出乎意料地急劇增強為一成熟颱風，繼剛過去的颱風獅子山後再次嚴重威脅日本；可是南川橫過鹿兒島附近海域時又不敵強烈垂直風切變而急速減弱，到登陸九州長崎時，已只餘下熱帶風暴強度。

### 熱帶風暴瑪瑙 (Malou)
瑪瑙在接近高緯度生成，生成後持續北上，不久後轉為溫帶氣旋。

### 颱風莫蘭蒂 (Meranti)
PAGASA: Ferdie
莫蘭蒂是2016年西北太平洋最強的熱帶氣旋，更是21世紀西北太平洋海域第四強風暴，僅次於2013年颱風海燕、2010年鮎魚和2020年颱風天鵝。初時各大電腦數值預報模式均預期莫蘭蒂在臺灣以東海域轉向，但隨後兩三日預報大幅向西調整，結果莫蘭蒂以海燕之後最強颱風的姿態直撲呂宋海峽，成為自2013年颱風天兔以來，又一個於中秋節前後嚴重影響臺灣、菲律賓巴丹群島和中國東南沿岸的熱帶氣旋。莫蘭蒂的中心最低氣壓曾被測到為882百帕，但此數據未被承認。

### 熱帶風暴雷伊 (Rai)
2016年9月11日，一個低壓區在越南歸仁以東的海面生成，美國海軍研究實驗室在下午2時給予熱帶擾動編號91W。當時其組織鬆散，整合需時，且發展環境較差，但南海南部在年內未有熱帶氣旋活動，積存龐大能量，足以讓該系統緩慢發展。日本氣象廳在晚上10時把該低壓區升格為熱帶低氣壓，聯合颱風警報中心也在12日凌晨5時跟隨，並給予熱帶氣旋編號19W；此外香港天文台也在上午9時45分作出此項升格。
在華南上空反氣旋引導下，該系統向西北移動，時速約16公里，逼近越南中部，其低層環流中心廣闊而暴露，深層對流集中在系統西南面。於即將登陸之際，日本氣象廳在13日凌晨3時把該熱帶低氣壓連同關島附近的另一熱帶氣旋馬勒卡一併升格為熱帶風暴，此風暴被命名為雷伊，並給予國際編號1615，中國國家氣象中心則在5時跟隨。半小時後，中國國家氣象中心表示雷伊於凌晨5時半在越南中部登陸。
登陸後，雷伊改向西移，下午移入老撾，在地形摩擦下轉趨減弱，臺灣中央氣象局在下午2時半把雷伊從輕度颱風降為熱帶性低氣壓，日本氣象廳於25分鐘後在下午2時55分亦把雷伊降為熱帶低氣壓；香港天文台則在下午6時45分把雷伊降為低壓區。雷伊的殘餘系統繼續西進，移入泰國並繼續為中南半島帶來大雨。

### 颱風馬勒卡 (Malakas)
PAGASA: Gener
颱風莫蘭蒂向強度巔峰進發之際，馬勒卡緊隨其後出現，不但透過影響副熱帶高壓脊形態，間接令莫蘭蒂的路徑西偏而重創呂宋海峽和臺灣一帶，而且與莫蘭蒂一樣，預測路徑比原先預期明顯偏西，對剛受莫蘭蒂蹂躪的臺灣而言極為不利。馬勒卡橫掃與那國島並經過宜蘭縣東面外海後，進入東海並預期受西風帶影響轉趨減弱之際，反而出乎意料地重新增強，對日本九州之威脅大幅提升。
在關島附近海面的一個低壓區，發展為熱帶性低氣壓，9月13日逐漸增強為熱帶風暴並命名為馬勒卡。隨後馬勒卡移向臺灣以東海面並發展為一颱風，9月17日當其行經台灣東方海面與日本與那國島一帶時達到巔峰，此時副熱帶高壓脊稍微減弱，沒有預期偏西行進，加上馬勒卡西面環流偏弱，令臺灣所受的破壞明顯比莫蘭蒂少。之後受到西風帶影響，漸漸向東北轉東北東侵襲日本沖繩那霸、奄美群島後，並再度登陸日本九州鹿兒島。此後馬勒卡與滯留於日本本州的鋒面產生共伴效應，隨後再往東北偏東橫掃四國、關西大阪，9月21日時並與滯留鋒面結合轉化為溫帶氣旋。

### 颱風鮎魚 (Megi)
PAGASA: Helen
2016年9月19日，一個低壓區在波納佩島之北方海域形成，隨後2日發展為熱帶低氣壓。系統發展初期一度分裂出兩個旋轉中心，於楚克以北掠過後分別向關島附近和雅蒲島一帶推進，但隨後向雅蒲島移動的副中心減弱，日本氣象廳在23日上午9時15分把此熱帶低氣壓升為熱帶風暴，並命名為鮎魚。當晚鮎魚在副熱帶高壓脊南側的偏東氣流引領下，恢復較為偏西之路徑，在24日凌晨增強為一強烈熱帶風暴，下午再加強為颱風。鮎魚之後被乾空氣入侵，遲遲未能打開風眼，不過低層環流中心不斷鞏固，同時繼續向西北偏西移動，是繼颱風莫蘭蒂和颱風馬勒卡之後再次嚴重威脅臺灣。

### 颱風暹芭 (Chaba)
PAGASA: Igme
在颱風鮎魚吹襲台灣之際，威克島以南附近再有低壓區發展，日本氣象廳在升格至熱帶風暴後，給予了其名稱為「暹芭」。各大天氣預報機構初時對暹芭的發展不太看好，但之後卻能夠發展至颱風，強度更能追得上2016年7月初肆虐台灣的颱風尼伯特。最後，達至巔峰的暹芭進入東海，更吹襲大韓民國和九州，為當地帶來大風、大雨，對當地造成了一定的破壞。

### 強烈熱帶風暴艾利 (Aere)
PAGASA: Julian 
艾利是一個在熱帶輻合帶生成的熱帶氣旋，而各大天氣機構預測其將會發展成颱風。初時艾利在副熱帶高壓脊引導下向西北偏西移動，但因之前的熱帶氣旋消耗了過多的能量、海水溫稍低不利發展，令發展比預期中更為緩慢、雲團極為散亂，即使進入南海後才有所爆發對流，卻是爆發得非常慢。隨後其在南海一直徘徊，強度一直沒有改變，幾乎無法再繼續增強。接後，東北季候風的南下帶來強勁的垂直風切變，使艾利中心漸漸瓦解，無法再進一步發展，一度被各機構判定已於海上消散。然而艾利的殘餘雲帶卻重建結構，再度增強後移至越南一帶。

### 颱風桑達 (Songda)
桑達是2016年太平洋颱風季首個從中太平洋越過國際日期變更線、進入西北太平洋範圍後發展的熱帶氣旋。當桑達移入西北太平洋，加上在較遠的地方以較慢的地方發展，使其有較多的空間增強，然後更向着西北偏西移動，並且在強度上不斷地加強，最後成為成熟的颱風。之後，它移至日本東方海面附近後開始轉向折返，但由於緯度高、溫度低，不多久已經減弱並轉化成溫帶氣旋，其雲帶再次移回中太平洋。

### 颱風莎莉嘉 (Sarika)
PAGASA: Karen 
雖然北半球亞熱帶地區已步入秋季，但是2016年10月西北太平洋的熱帶氣旋活動接踵而來。在熱帶氣旋艾利減弱消散之際，一個低壓區於10月10日在菲律賓南部與雅蒲島之間的海域生成，美國海軍研究實驗室給予熱帶擾動編號93W。受惠於垂直風切變微弱、高空輻散良好和海水炎熱的優良環境，該系統在10月11日穩定發展和開始旋轉，日本氣象廳在12日凌晨2時把該低壓區升為熱帶低氣壓，4小時後便在早上6時對其發出烈風警報，表示一日內會加強為熱帶風暴；與此同時聯合颱風警報中心亦對此低壓區發出熱帶氣旋形成警報，香港天文台則在上午11時45分表示「一個熱帶氣旋似乎在形成中」。初時電腦數值預報模式顯示此風暴橫過菲律賓後將大致移向越南和北部灣一帶，但隨後運算結果一度北抬，歐洲中期預報中心預料此風暴登陸海南至雷州，美國全球預報系統更預測此風暴轉向北推進，有可能移向珠江口一帶；然而北半球秋季熱帶氣旋向來較難預測，副熱帶高壓脊東退與否，以及預計會南下的東北季候風強度皆令此熱帶氣旋動向有變數。

### 颱風海馬 (Haima)
PAGASA: Lawin 
在颱風莎莉嘉尚未形成之際，電腦數值預報模式已預報此系統將緊接莎莉嘉而來，可是不確定性極大，西至移向珠江口以東一帶，東至在呂宋以東轉向。這個預報中的低壓區於10月13日在楚克以西海域生成，美國海軍研究實驗室給予熱帶擾動編號94W。在垂直風切變微弱、海水炎熱和上空反氣旋加強高空輻散的優良環境下，該系統在10月14日快速整合和開始旋轉，呈現熱帶氣旋雛形，聯合颱風警報中心在14日凌晨4時半對此低壓區發出熱帶氣旋形成警報，而日本氣象廳在上午9時半把該低壓區升為熱帶低氣壓時，已隨即對其發出烈風警報，表示一日內會加強為熱帶風暴。因應系統對流變得活躍，聯合颱風警報中心在15日凌晨5時把該系統升為熱帶低氣壓，並給予熱帶氣旋編號25W；日本氣象廳則在上午9時25分把該熱帶低氣壓正式升為熱帶風暴，並命名為海馬，給予國際編號1622。雖則數值預報分歧甚大，但各官方氣象部門對海馬的首報預測均異常進取和一致，預計海馬長時間受惠於上述極佳環境，強度持續爆發增強至極高水平，並直指呂宋北部而行。

### 颱風米雷（Meari）
踏入11月初，西北太平洋上再有熱帶氣旋發展，當中出現了三擾動的情况，而此系統更吞噬另一系統後，率先增強為熱帶風暴，並被命名為米雷。初時其發展緩慢，但隨著其再度吞噬另一系統，強度開始迅速變强，螺旋形狀亦漸見明顯，並繼續向東北移動。最後，米雷在日本以東較遠的海面掠過，在北太平洋附近轉化為溫帶氣旋。

### 熱帶風暴馬鞍（Ma-On）
馬鞍是一個深秋發展的熱帶氣旋。2016年11月8日，一個低壓區在波纳佩岛东北部海面附近發展，美國海軍研究實驗室上午2時給予其擾動編號95W，而日本氣象廳在翌日的下午3時把該系統升格為熱帶低氣壓。另一方面，聯合颱風警報中心在11月10日的上午2時升格至熱帶低氣壓後給予其系統編號27W，日本氣象廳緊接在下午3時把該系統升格為熱帶風暴後給予國際編號1624，並將其命名為馬鞍。隔後，中國中央氣象台和香港天文台將馬鞍標示為熱帶風暴，而台灣中央氣象局則將其標示為輕度颱風。雖然此熱帶氣旋有所增強，並向着西北移動，然而其環流細小，附近環境又使它發展不佳，冷空氣南下、風切的增強更迫令馬鞍向西南折返。最後，日本氣象廳在11月12日表示馬鞍在海面上減弱並消散，但其雲團仍在海面上移動，聯合颱風警報中心亦發出最後警報。隨着冷空氣的南下、風切變的增強，其附近的環境使它發展不佳，然後更向西南折返。各大天氣預測機構只升格至熱帶風暴、輕度颱風，馬鞍亦受不佳環境的影響而不能再發展，日本氣象廳更取消對其的監測與評級。

### 強烈熱帶風暴蝎虎 (Tokage)
PAGASA: Marce 
蝎虎在菲律賓近岸生成，在副熱帶高壓脊的引導下，呈西進形風暴特徵，被升格為熱帶低氣壓後在菲律賓登陸。登陸後因高空輻散極佳、垂直風切變微弱未有消散，更在內陸加強為熱帶風暴。可是一股東北季候風南下把蝎虎推向西南，之後更在海上消散。

### 颱風洛坦（Nock-ten）
PAGASA: Nina 
洛坦是2016年太平洋颱風季最後一個命名風暴，於12月下旬形成後急劇增強直趨菲律賓，並以較原先預期更高的強度，在聖誕節當日橫掃菲律賓中部。洛坦在菲律賓肆虐後移入南海中部，卻遭逢強烈冬季季候風南下，結果不敵东北季候风而快速減弱。最後於2016年12月28日消散。

## 未被國際命名的熱帶氣旋
除了被日本氣象廳命名的熱帶氣旋外，還有一些沒被命名的熱帶低氣壓和被聯合颱風警報中心評估為熱帶風暴或熱帶低氣壓，但日本氣象廳只評為熱帶低氣壓的熱帶氣旋。

### 熱帶低氣壓01W
2016年5月24日，一個低壓區在南海中部的季風槽內生成，美國海軍研究實驗室給予擾動編號90W。該低壓區經過兩日發展後，雖然低層環流中心有外露情況，更曾出現對流空洞，但是螺旋性已漸見明顯。日本氣象廳在5月26日早上8時率先把該低壓區升格為熱帶低氣壓，中國國家氣象中心在下午2時跟隨升格；而聯合颱風警報中心亦在上午11時對其發佈熱帶氣旋形成警報，可是在系統消散前沒有正式升為熱帶低氣壓。由於該系統風力結構外強內弱，香港天文台把該低壓區歸類為「季風低壓」，但亦在當晚9時半升為熱帶低氣壓。
晚間至翌日（5月27日）該熱帶低氣壓以時速20公里向北至西北偏北移動，逼近廣東西部沿岸，為該區帶來強風及狂風驟雨。隨著該熱帶低氣壓在下午4時半在陽江市陽東區登陸，中國國家氣象中心於晚上8時對其停止編號，香港天文台則在當晚10時55分把該熱帶低氣壓降為低壓區。該熱帶低氣壓的殘餘雨帶伴隨西南季候風在28日至29日早上為廣東西部和珠江口帶來持續大雨。聯合颱風警報中心事後於6月11日把該系統補升為熱帶低氣壓，並給予編號01W。

### 熱帶低氣壓
2016年6月23日，一個低壓區在菲律賓西方海面生成，美國海軍研究實驗室給予擾動編號96W。日本氣象廳與臺灣中央氣象局同步於下午2時將該系統升格為熱帶低氣壓，日本氣象廳更隨即對其發出烈風警報。可是此後系統遲遲未能加強，日本氣象廳最終在6月25日下午9時半取消警報，並在翌日（26日）凌晨2時，日本氣象廳將該系統降格為低壓區，但香港天文台仍提及系統將會發展，後來取消此預報。該系統採取偏西北的路徑移入南海中部，之後改向偏西朝越南中部前進，在越南登陸後曾一度「掉頭」東移重返南海，並稍為加強，可是最終仍在海上減弱消散。
PAGASA: Ambo 
2016年6月23日，一個低壓區在關島西南方海域生成，美國海軍研究實驗室給予擾動編號97W。3日後，聯合颱風警報中心在26日早上8時對其發佈熱帶氣旋形成警報，日本氣象廳亦同時將其升格為熱帶低氣壓，下午2時更發佈烈風警報；而臺灣中央氣象局亦在上午11時將其升格為熱帶性低氣壓。此熱帶低氣壓剛形成便要與低壓區98W爭奪水氣發展，結果於初期未能有明顯發展。後來它成功吞併98W，擺脫其帶來的影響，對流開始集中發展，結構改善，更開始旋轉。不過翌日系統橫過菲律賓並遭受地形破壞，儘管它橫過菲律賓時發展出新中心並移入南海，但由於南海環境一般，加上其移動速度達每小時35公里，因此未能彌補橫過菲律賓時造成的傷害，包括內層環流中心暴露、結構鬆散和對流持續減弱，日本氣象廳最終在晚上8時55分取消烈風警報。而香港天文台和中國國家氣象中心則未有把系統升格為熱帶低氣壓，當中香港天文台提及它會為華南沿岸帶來驟雨。
6月28日，此熱帶低氣壓直逼珠江口一帶，最終登陸香港橫欄島，該處氣壓驟降至最低1001.2百帕斯卡，登陸前錄得10分鐘平均風速最高53公里，香港境內刮起旋風，並先後由東北風轉吹西北及西南風。此熱帶低氣壓其後再登陸將軍澳清水灣附近，橫過新界東部一帶，離開香港後掠過深圳。橫欄島、大尾篤及塔門一度刮起強風，而天星碼頭、長洲泳灘、青洲風力亦接近強風程度，然而由於風勢始終不太強，香港天文台並沒有發出強烈季候風信號或熱帶氣旋警告信號。此熱帶低氣壓為香港和澳門於27日晚上至28日中午帶來狂風驟雨，香港普遍地區錄得超過20毫米雨量，澳門更錄得70毫米，澳門氣象局一度發出暴雨警告信號。兩地下午天氣則有所好轉，但當日餘下時間仍有驟雨及幾陣雷暴。系統於下午繼續北上，入夜後逐漸併入華中的梅雨鋒。

### 熱帶低氣壓03W
2016年7月10日，一個低壓區在北馬里亞納群島東南方海面生成，沿副熱帶高壓脊南側向西北偏西移動，美國海軍研究實驗室給予擾動編號91W，聯合颱風警報中心在下午2時對其在24小時內形成為熱帶氣旋的機會評為「低」。可是隨後數日，此低壓區發展非常遲緩，聯合颱風警報中心更一度撤銷評級；直至7月15日該系統才開始呈現熱帶氣旋之雛形，日本氣象廳在早上8時把它升格為熱帶低氣壓，不過到翌日（16日）凌晨5時又降回低壓區。但此前聯合颱風警報中心卻在凌晨3時半再次把該系統在24小時內形成為熱帶氣旋的機會評級為「低」，至當晚10時把評級上調為「中」。日本氣象廳在17日早上8時再次把該低壓區升格為熱帶低氣壓，聯合颱風警報中心在中午12時對其評級提升為「高」，並對其發布熱帶氣旋形成警報，到下午4時把該系統升為熱帶低氣壓，並給予編號03W；可是升格後短短4小時，該中心已經對此熱帶低氣壓發佈最後警報。當日該熱帶低氣壓改向偏北移動，19日移入東海，日本氣象廳在20日下午5時表示該熱帶低氣壓已經減弱消散。

### 熱帶低氣壓
繼先前只有短短6小時壽命的熱帶低氣壓後，7月28日再有一個冷心低壓在日本東南方海面轉化為熱帶擾動，日本氣象廳於晚上8時把該系統升格為熱帶低氣壓，但僅維持半日，便在翌晨（29日）8時把它降回低壓區，下午2時更表示它減弱消散。不過美國海軍研究實驗室在凌晨2時給予擾動編號97W，聯合颱風警報中心至中午12時對其在24小時內形成為熱帶氣旋的機會評為「低」，直至30日下午2時取消評級。而美國海洋預報中心在30日上午2時將其評定為亞熱帶性低氣壓。雖然日本氣象廳評估此系統已消散，但是此系統仍保持完整性使得日本氣象廳於7月31日的天氣圖上重新顯示此低壓區。同時美國海洋預報中心亦將其重新評級為熱帶擾動，直至8月1日早上6時才撤銷其擾動編碼。
2016年8月6日，一個低壓區在台灣東北方之海面發展，美國海軍研究實驗室在中午12時給予擾動編號99W。同日下午5時，日本氣象廳把該系統升格為熱帶低氣壓。 聯合颱風警報中心在翌晨（8月7日）7時對其在24小時內形成為熱帶氣旋的機會評為「低」，同日下午2時將其在24小時內形成為熱帶氣旋的機會評級提升為「中」，但在8月9日下午2時撤銷評級。
2016年8月9日，一個低壓區在菲律賓呂宋島的東北方之海面生成，美國海軍研究實驗室在下午2時給予其擾動編號92W。日本氣象廳在翌晨（10日）8時將其升格為熱帶性低氣壓，同日2時，聯合颱風警報中心對其在24小時內形成為熱帶氣旋的機會評為「低」，其後在翌日取消評級。而台灣中央氣象局在下午12時40分對其發布熱帶性低氣壓特報，但其位置太過接近陸地，不利發展，且隔日早上8時便登陸宜蘭，高低層分裂過山後，於台灣中部出海，並持續朝西南西往福建前進，進入大陸後進一步消散，影響期間除了間歇性大雨外並未對台灣造成太多災情。8月11日晚上10時半，中央氣象局發布最後一報熱帶性低氣壓特報，當時中心位置在金門東南方海域，隔日凌晨2時隨著熱帶性低氣壓登陸福建，解除維持一天半的熱帶性低氣壓特報。
2016年8月13日，一個背風渦旋在台灣的東南方之海面生成，並逐漸發展出眼牆結構，日本氣象廳在上午2時將其升格為熱帶性低氣壓，於花蓮市外海浮標測得近中心最大陣風為23.6m/s、最大平均風速為19.3m/s，上午5時左右中心登陸台灣花蓮縣新城鄉，於登陸點以北的花蓮市氣象站測得近中心最大陣風為22.8m/s、最大平均風速為13.3m/s，中心氣壓約為996.8hPa，一小時降雨量達63毫米，中央氣象局僅在天氣圖標示為低氣壓，並不承認其為熱帶性低氣壓，也未發布熱帶性低氣壓特報；花蓮縣北部及宜蘭縣山區受其影響有瞬間大雨，不過中午過後便逐漸放晴。美國海軍研究實驗室在早上7時給予其擾動編號94W，但隨後日本氣象廳在下午2時認為該熱帶低氣壓已經逐漸消散。
2016年8月16日，一個低壓區在熱帶風暴電母之同一条低压槽發展，並於北部灣的南灣以西之海面生成。日本氣象廳在早上8時將其升格為熱帶低氣壓，但在晚上8時評估該熱帶低氣壓已經併入電母的雲系之中。
2016年8月17日，一個低壓區在北馬利亞納群島東方之海面生成，日本氣象廳在晚上8時將其升格為熱帶低氣壓。但該系統只維持1日，18日晚上8時日本氣象廳已宣佈該熱帶低氣壓消散。

### 熱帶低氣壓14W
2016年8月19日，一個低壓區在楚克附近之海面生成，美國海軍研究實驗室在晚上10時給予其擾動編號90W。聯合颱風警報中心在8月22日下午2時對其在24小時內形成為熱帶氣旋的機會評為「低」，但翌晨（23日）7時直接提升為「高」，並同步發出熱帶氣旋形成警報。下午3時，聯合颱風警報中心將其升格為熱帶低氣壓，並且給予編號14W。同日晚上9時半，日本氣象廳將其升格為熱帶低氣壓，並對其發出烈風警報。不過該系統一日後仍未能發展且轉趨減弱，日本氣象廳在24日晚上9時取消烈風警報，至25日早上8時表示該系統消散。

### 熱帶低氣壓
2016年8月24日，一個低壓區在北馬利亞納群島東北方之海面生成。美國海軍研究實驗室在上午1時給予其擾動編號92W。上午5時，聯合颱風警報中心對其在24小時內形成為熱帶氣旋的機會評為「低」，同日早上8時提升為「中」，而日本氣象廳在下午2時將其升格為熱帶低氣壓，但短短6小時後便表示該系統已經逐漸消散。而聯合颱風警報中心也在25日下午2時對其在24小時內形成為熱帶氣旋的機會降為「低」，1日後取消評級。
2016年8月24日，一個低壓區在海南島東南方之海面生成。美國海軍研究實驗室在下午1時給予其擾動編號93W。日本氣象廳在下午2時將其升格為熱帶低氣壓，但短短6小時後便在晚上8時表示該系統經逐漸消散。不過翌日其殘餘雲系在海南島東南方之海面重新發展，日本氣象廳在下午2時再次將其升格為熱帶低氣壓，可是6小時後即降回低壓區；其後該系統強度仍徘徊低壓區至熱帶低氣壓水平，日本氣象廳在27日早上8時第三次將其升格為熱帶低氣壓，半日後表示該熱帶低氣壓已經逐漸消散。
2016年8月30日，一個低壓區在威克島之北方海域形成，日本氣象廳於上午8時將其升格為熱帶低氣壓。
8月31日下午2時，日本氣象廳評估該熱帶低氣壓已經轉化為溫帶氣旋。

### 熱帶低氣壓17W
2016年9月7日，一個低壓區在威克島東北方海域形成，美國海軍研究實驗室在下午2時給予其擾動編號99W。
9月8日，聯合颱風警報中心於下午2時對其在24小時內形成為熱帶氣旋的機會評為「低」。
9月11日，聯合颱風警報中心於上午6時半對其在24小時內形成為熱帶氣旋的機會直接升為「高」，並同步發出熱帶氣旋形成警告。上午8時，聯合颱風警報中心將其升格為熱帶低氣壓，但之後取消相關評級。
東京區域專責氣象中心只認定17W為溫帶低氣壓，未有為17W發佈任何熱帶低氣壓警報。
在事后的报告中，東京區域專責氣象中心追加17W为热带低气压，生成日期为9月10日。

### 熱帶低氣壓
2016年10月15日，位於中北太平洋的熱帶擾動96C越過國際日期變更線進入西北太平洋海域，因此改由日本氣象廳（JMA）發報。下午2時，日本氣象廳將其評定為熱帶低氣壓。但短短6小時後便在晚上8時表示該系統經逐漸消散。
2016年10月29日，一個低壓區在关岛以西的海域生成，美國海軍研究實驗室給予其擾動編號99W。
11月1日，聯合颱風警報中心對此系統在24小時內形成為熱帶氣旋的機會評為「中」。
11月2日，日本氣象廳將其升格至熱帶低氣壓。
11月3日，美國海軍研究實驗室取消對此系統的監測。
11月4日，聯合颱風警報中心取消對此系統的評級，而日本氣象廳認為其雲帶已併入至 熱帶氣旋米雷之中。
2016年11月3日，一個低壓區在沙巴西北方之海面生成，日本氣象廳在上午8時將其升格為熱帶低氣壓。
11月5日，日本氣象廳認為該系統已在越南邊和市以東登陸並且逐漸消散。

### 熱帶低氣壓28W
2016年11月9日，一個低壓區在马绍尔群岛以北之海面生成，美國海軍研究實驗室給予其擾動編號96W。
11月11日，聯合颱風警報中心在上午2時將其升格至熱帶低氣壓。
11月14日，美國海軍研究實驗室和聯合颱風警報中心取消對此系統的監測和評級。

### 熱帶低氣壓
12月10日，一低壓區在南海南部形成，日本氣象廳把其評為熱帶低氣壓。
12月12日，香港天文台表示位於南海南部的低壓區正為該區達來不穩定的天氣。下午2時，聯合颱風警報中心對其在24小時內形成為熱帶氣旋的機會升為中。兩小時後，香港天文台把其升為熱帶低氣壓。
翌日(13日)下午11時，香港天文台把其降為低壓區。下午2時，聯合颱風警報中心對其24小時內形成為熱帶氣旋的機會降為低，更在14日下午2時取消評級。

## 熱帶氣旋時間表
以下時間線列出本年度的颱風生成及消散時間，而各風暴的詳情可參見上面的章節。

## 熱帶氣旋名單

### 國際命名
在西北太平洋區域內生成的熱帶氣旋是由日本東京颱風中心命名（即國際命名）。當該熱帶氣旋被日本氣象廳升格了為熱帶風暴後，就會使用下列名單中的名稱。名稱是根據以下名單而定，不按年度劃分。風暴名稱是由世界氣象組織颱風委員會的成員提供，並以該國英文名稱按字母順序排列。2016年的風暴名稱可能會與2003至2004年及2009、2010及2011年的部分風暴名稱相同。
| 提供國家／地區 | 名稱   | 名稱   | 名稱   | 名稱        | 名稱        |
| -------------- | ------ | ------ | ------ | ----------- | ----------- |
| 柬埔寨         | 達維   | 康妮   | 娜基莉 | 科羅旺      | 莎莉嘉 1621 |
| 中國           | 海葵   | 玉兔   | 風神   | 杜鵑        | 海馬 1622   |
| 朝鮮           | 鴻雁   | 桃芝   | 海鷗   | 舒力基      | 米雷 1623   |
| 香港           | 啟德   | 萬宜   | 鳳凰   | 彩雲        | 馬鞍 1624   |
| 日本           | 天秤   | 天兔   | 北冕   | 小熊        | 蝎虎 1625   |
| 老撾           | 布拉萬 | 帕布   | 巴蓬   | 薔琵        | 納坦 1626   |
| 澳門           | 三巴   | 蝴蝶   | 黃蜂   | 煙花        | 梅花        |
| 馬來西亞       | 杰拉華   | 聖帕   | 鸚鵡   | 查帕卡      | 苗柏        |
| 密克罗尼西亚   | 艾雲尼 | 木恩   | 森拉克 | 尼伯特 1601 | 南瑪都      |
| 菲律賓         | 馬力斯 | 丹娜絲 | 黑格比 | 盧碧 1602   | 塔拉斯      |
| 韓國           | 格美   | 百合   | 薔薇   | 银河 1603   | 奧鹿        |
| 泰國           | 派比安 | 韋帕   | 米克拉 | 妮妲 1604   | 玫瑰        |
| 美國           | 瑪莉亞 | 范斯高 | 海高斯 | 奧麥斯 1605 | 洛克        |
| 越南           | 山神   | 利奇馬 | 巴威   | 康森 1606   | 桑卡        |
| 柬埔寨         | 安比   | 羅莎   | 美莎克 | 燦都 1607   | 納沙        |
| 中國           | 悟空   | 白鹿   | 海神   | 電母 1608   | 海棠        |
| 朝鮮           | 雲雀   | 楊柳   | 紅霞   | 蒲公英 1609 | 尼格        |
| 香港           | 珊珊   | 玲玲   | 白海豚 | 獅子山 1610 | 榕樹        |
| 日本           | 摩羯   | 劍魚   | 鯨魚   | 圓規 1611   | 天鴿        |
| 老撾           | 麗琵   | 法茜   | 燦鴻   | 南川 1612   | 帕卡        |
| 澳門           | 貝碧嘉 | 琵琶   | 蓮花   | 瑪瑙 1613   | 珊瑚        |
| 馬來西亞       | 溫比亞 | 塔巴   | 浪卡   | 莫蘭蒂 1614 | 瑪娃        |
| 密克罗尼西亚   | 蘇力   | 米娜   | 沙德爾 | 雷伊 1615   | 古超        |
| 菲律賓         | 西馬侖 | 海貝思 | 莫拉菲 | 馬勒卡 1616 | 泰利        |
| 韓國           | 飛燕   | 浣熊   | 天鵝   | 鮎魚 1617   | 杜蘇芮      |
| 泰國           | 山竹   | 博羅依 | 艾莎尼 | 暹芭 1618   | 卡努        |
| 美國           | 百里嘉 | 麥德姆 | 艾濤   | 艾利 1619   | 蘭恩        |
| 越南           | 潭美   | 夏浪   | 環高   | 桑達 1620   | 蘇拉        |

### 被除名的熱帶氣旋名稱
第49次世界氣象組織颱風委員會會議中，決定將本風季第14個被命名的熱帶氣旋「莫蘭蒂」除名，因為颱風在中國大陸及臺灣造成重大損失；並決定將本風季第21個被命名的熱帶氣旋「莎莉嘉」與本風季第22個被命名的熱帶氣旋「海馬」和本風季第26個被命名的熱帶氣旋「洛坦」除名，因為颱風在菲律賓造成重大損失。

### 菲律賓
菲律賓大氣地球物理和天文服務管理局對責任區域內的熱帶氣旋使用獨立的命名方法，所有在其責任海域形成，或是進入其責任海域，或是有可能進入其責任海域的熱帶低氣壓都會獲得名稱，命名名稱每4年完成一次輪換，只有退役的名稱會予以替換，並且還準備有輔助名單，以便在名稱全部用完時替補。以下列出2016年的風暴名單，未經啟用的名稱以灰色表示，括弧內則是風暴的國際名稱：
| - 安柏 - 巴翠（尼伯特） - Carina（妮妲） - 丁都（獅子山） - 恩廷（南川） | - 弗尔迪 （莫蘭蒂） - 吉納（馬勒卡） - 海倫（鮎魚） - 伊格米（暹芭） - 朱利安（艾利） | - 凱倫 （莎莉嘉） - 拉溫（海馬） - 瑪絲（蝎虎） - 妮娜（洛坦） - 歐菲爾（未用） | - 佩皮托（未用） - 昆塔（未用） - 羅力（未用） - 蕭妮（未用） - 托紐（未用） | - 尤利西斯（未用） - 维姬（未用） - 沃伦（未用） - 尤庸（未用） - 佐西摩（未用） |

替補名單
| - 阿拉丹（未用） - 保爾督（未用） | - 葛萊拉（未用） - 鄧丘（未用） | - 伊斯東（未用） - 菲力比（未用） | - 葛莫爾（未用） - 赫寧（未用） | - 伊士瑪（未用） - 朱利歐（未用） |

英文原文
| Ambo            | Butchoy        | Carina         | Dindo          | Enteng         |
| Ferdie          | Gener          | Helen          | Igme           | Julian         |
| Karen           | Lawin          | Marce          | Nina           | Ofel（未用）   |
| Pepito（未用）  | Quinta（未用） | Rolly（未用）  | Siony（未用）  | Tonyo（未用）  |
| Ulysses（未用） | Vicky（未用）  | Warren（未用） | Yoyong（未用） | Zosimo（未用） |
| 替補名單        |                |                |                |                |
| Alakdan（未用） | Baldo（未用）  | Clara（未用）  | Dencio（未用） | Estong（未用） |
| Felipe（未用）  | Gomer（未用）  | Heling（未用） | Ismael（未用） | Julio（未用）  |

## 颱風季影響
此列表列出了所有於2016年西北太平洋曾經活躍的颱風。包括該颱風的強度、持續時間、名稱、登陸地點、死亡人數以及損失總計。所有損失皆以美元作為單位。括號內的風暴名稱為菲律賓大氣地理天文部門所使用之當地命名；未命名之熱帶性低氣壓，則採用由聯合颱風警報中心提供之風暴編號。
ACE的計算公式：{\displaystyle \sum _{}^{}{\frac {{v_{\mathrm {max} }}^{2}}{10^{4}}},}，每6小時取一次數據，單位為{\displaystyle 10^{4}kt^{2}}。
| 风暴名称          | 持续日期           | 风暴最高强度 | 最大持续风速 | 最低气压 （百帕） | ACE     | 登陆                                 | 登陆             | 登陆     | 损失 （百万美元） | 死亡人数 |
| 风暴名称          | 持续日期           | 风暴最高强度 | 最大持续风速 | 最低气压 （百帕） | ACE     | 地点                                 | 时间             | 风速     | 损失 （百万美元） | 死亡人数 |
| ----------------- | ------------------ | ------------ | ------------ | ----------------- | ------- | ------------------------------------ | ---------------- | -------- | ----------------- | -------- |
| 熱帶低氣壓01W     | 5月26日－5月27日   | 热带低氣压   | N/A          | 998               | 0       | 中國廣東省陽江市陽東區附近           | 5月27日16時30分  | N/A      | 未知              | 13       |
| 熱帶低氣壓        | 6月23日－6月26日   | 热带低氣压   | 55 km/h      | 1008              | 0       | 没有登陆                             | 没有登陆         | 没有登陆 | 0                 | 0        |
| 熱帶低氣壓 (Ambo) | 6月26日－6月28日   | 热带低氣压   | 55 km/h      | 1004              | 0       | 菲律賓奧羅拉省附近                   | 6月27日02時      | 55 km/h  | 0                 | 3        |
| 熱帶低氣壓 (Ambo) | 6月26日－6月28日   | 热带低氣压   | 55 km/h      | 1004              | 0       | 中國香港特別行政區新界將軍澳         | 6月28日          | N/A      | 0                 | 3        |
| 尼伯特 (Butchoy)  | 7月2日－7月11日    | 颱風         | 205 km/h     | 900               | 24.8725 | 台灣台東縣太麻里鄉附近               | 7月8日5時50分    | 165 km/h | 1515.4            | 98       |
| 尼伯特 (Butchoy)  | 7月2日－7月11日    | 颱風         | 205 km/h     | 900               | 24.8725 | 中國福建省泉州市石獅市附近           | 7月9日13時45分   | 85 km/h  | 1515.4            | 98       |
| 熱帶低氣壓03W     | 7月15日－7月20日   | 热带低氣压   | N/A          | 1006              | 0       | 没有登陆                             | 没有登陆         | 没有登陆 | 0                 | 0        |
| 盧碧              | 7月22日－7月24日   | 热带风暴     | 75 km/h      | 1000              | 0.65    | 没有登陆                             | 没有登陆         | 没有登陆 | 0                 | 0        |
| 銀河              | 7月25日－7月29日   | 強烈熱帶風暴 | 100 km/h     | 980               | 1.9825  | 中國海南省萬寧市東澳鎮附近           | 7月26日22時20分  | 75 km/h  | 334               | 5        |
| 銀河              | 7月25日－7月29日   | 強烈熱帶風暴 | 100 km/h     | 980               | 1.9825  | 越南南定省附近                       | 7月28日0時20分   | 95 km/h  | 334               | 5        |
| 熱帶低氣壓        | 7月27日            | 热带低氣压   | N/A          | 1008              | 0       | 没有登陆                             | 没有登陆         | 没有登陆 | 0                 | 0        |
| 熱帶低氣壓        | 7月28日－8月1日    | 热带低氣压   | N/A          | 1008              | 0       | 没有登陆                             | 没有登陆         | 没有登陆 | 0                 | 0        |
| 妮妲 (Carina)     | 7月29日－8月3日    | 強烈熱帶風暴 | 110 km/h     | 975               | 4.845   | 菲律賓卡加延省附近                   | 7月31日14時      | 100 km/h | 89                | 4        |
| 妮妲 (Carina)     | 7月29日－8月3日    | 強烈熱帶風暴 | 110 km/h     | 975               | 4.845   | 中國廣東省深圳市大鵬半島附近         | 8月2日3時35分    | 110 km/h | 89                | 4        |
| 奧麥斯            | 8月3日－8月9日     | 強烈熱帶風暴 | 110 km/h     | 975               | 4.89    | 没有登陆                             | 没有登陆         | 没有登陆 | 0                 | 0        |
| 熱帶低氣壓        | 8月6日－8月9日     | 热带低氣压   | N/A          | 998               | 0       | 没有登陆                             | 没有登陆         | 没有登陆 | 0                 | 0        |
| 康森              | 8月7日－8月15日    | 热带风暴     | 85 km/h      | 985               | 4.43    | 日本北海道根室半島附近               | 8月15日08時      | 65 km/h  | 0                 | 0        |
| 熱帶低氣壓        | 8月10日－8月11日   | 热带低氣压   | N/A          | 1000              | 0       | 台灣宜蘭縣附近                       | 8月11日8時       | N/A      | 0                 | 0        |
| 熱帶低氣壓        | 8月10日－8月11日   | 热带低氣压   | N/A          | 1000              | 0       | 中國福建省泉州市附近                 | 8月11日20時      | N/A      | 0                 | 0        |
| 燦都              | 8月11日－8月17日   | 強烈熱帶風暴 | 100 km/h     | 980               | 2.89    | 日本北海道幌泉郡襟裳岬附近           | 8月17日16時30分  | 100 km/h | 0                 | 0        |
| 熱帶低氣壓        | 8月13日－8月13日   | 热带低氣压   | N/A          | 1002              | 0       | 台灣花蓮縣新城鄉附近                 | 8月13日5時       | N/A      | 0                 | 0        |
| 電母              | 8月15日－8月19日   | 热带风暴     | 75 km/h      | 985               | 0.5225  | 中國廣東省湛江市雷州市東里鎮附近     | 8月18日15時40分  | 65 km/h  | 6.9               | 16       |
| 電母              | 8月15日－8月19日   | 热带风暴     | 75 km/h      | 985               | 0.5225  | 越南海防市附近                       | 8月19日13時50分  | 75 km/h  | 6.9               | 16       |
| 熱帶低氣壓        | 8月16日            | 热带低氣压   | N/A          | 996               | 0       | 没有登陆                             | 没有登陆         | 没有登陆 | 0                 | 0        |
| 蒲公英            | 8月17日－8月23日   | 颱風         | 120 km/h     | 975               | 3.77    | 日本千葉縣館山市附近                 | 8月22日11時30分  | 120 km/h | 未知              | 2        |
| 蒲公英            | 8月17日－8月23日   | 颱風         | 120 km/h     | 975               | 3.77    | 日本北海道日高振興局附近             | 8月23日5時       | 95 km/h  | 未知              | 2        |
| 獅子山 (Dindo)    | 8月16日－8月30日   | 颱風         | 165 km/h     | 940               | 28.765  | 日本岩手縣大船渡市附近               | 8月30日17時      | 120 km/h | 325               | 550+     |
| 熱帶低氣壓        | 8月17日－8月18日   | 热带低氣压   | N/A          | 1000              | 0       | 没有登陆                             | 没有登陆         | 没有登陆 | 0                 | 0        |
| 圓規              | 8月17日－8月22日   | 热带风暴     | 65 km/h      | 994               | 0.49    | 日本北海道釧路市附近                 | 8月21日22時      | 65 km/h  | 0                 | 1        |
| 熱帶低氣壓14W     | 8月23日－8月25日   | 热带低氣压   | 55 km/h      | 1000              | 0.2825  | 没有登陆                             | 没有登陆         | 没有登陆 | 0                 | 0        |
| 熱帶低氣壓        | 8月24日            | 热带低氣压   | N/A          | 1002              | 0       | 没有登陆                             | 没有登陆         | 没有登陆 | 0                 | 0        |
| 熱帶低氣壓        | 8月24日－8月27日   | 热带低氣压   | N/A          | 1000              | 0       | 没有登陆                             | 没有登陆         | 没有登陆 | 0                 | 0        |
| 熱帶低氣壓        | 8月30日－8月31日   | 热带低氣压   | N/A          | 1004              | 0       | 没有登陆                             | 没有登陆         | 没有登陆 | 0                 | 0        |
| 南修 (Enteng)     | 8月31日－9月7日    | 颱風         | 130 km/h     | 955               | 8.375   | 日本長崎縣長崎市附近                 | 9月5日0時        | 75 km/h  | 0                 | 0        |
| 瑪瑙              | 9月5日－9月8日     | 热带风暴     | 75 km/h      | 1000              | 0.245   | 没有登陆                             | 没有登陆         | 没有登陆 | 0                 | 0        |
| 莫蘭蒂 (Ferdie)   | 9月8日－9月17日    | 颱風         | 220 km/h     | 890               | 28.89   | 菲律賓巴丹群島省伊巴雅特附近         | 9月14日1時       | 220 km/h | 2563.1            | 30       |
| 莫蘭蒂 (Ferdie)   | 9月8日－9月17日    | 颱風         | 220 km/h     | 890               | 28.89   | 中華民国金門縣金城鎮附近             | 9月15日2時30分   | 130 km/h | 2563.1            | 30       |
| 莫蘭蒂 (Ferdie)   | 9月8日－9月17日    | 颱風         | 220 km/h     | 890               | 28.89   | 中國福建省廈門市翔安區附近           | 9月15日3時05分   | 130 km/h | 2563.1            | 30       |
| 熱帶低氣壓17W     | 9月11日－9月12日   | 热带低氣压   | 55 km/h      | 1000              | 0       | 没有登陆                             | 没有登陆         | 没有登陆 | 0                 | 0        |
| 雷伊              | 9月11日－9月13日   | 热带风暴     | 65 km/h      | 996               | 0       | 越南廣南省奠磐市社附近               | 9月13日5時30分   | 65 km/h  | 37.3              | 12       |
| 馬勒卡 (Gener)    | 9月11日－9月20日   | 颱風         | 175 km/h     | 930               | 22.485  | 日本鹿兒島縣大隅半島附近             | 9月19日23時      | 140 km/h | 739               | 2        |
| 馬勒卡 (Gener)    | 9月11日－9月20日   | 颱風         | 175 km/h     | 930               | 22.485  | 日本高知縣室戶岬附近                 | 9月20日10時      | 130 km/h | 739               | 2        |
| 馬勒卡 (Gener)    | 9月11日－9月20日   | 颱風         | 175 km/h     | 930               | 22.485  | 日本和歌山縣田邊市附近               | 9月20日12時30分  | 100 km/h | 739               | 2        |
| 馬勒卡 (Gener)    | 9月11日－9月20日   | 颱風         | 175 km/h     | 930               | 22.485  | 日本愛知縣常滑市附近                 | 9月20日16時      | 85 km/h  | 739               | 2        |
| 鮎魚 (Helen)      | 9月21日－9月29日   | 颱風         | 155 km/h     | 940               | 12.925  | 台灣花蓮縣花蓮市附近                 | 9月27日14時      | 150 km/h | 944.7             | 24       |
| 鮎魚 (Helen)      | 9月21日－9月29日   | 颱風         | 155 km/h     | 940               | 12.925  | 中国福建省泉州市惠安縣附近           | 9月28日4時40分   | 100 km/h | 944.7             | 24       |
| 暹芭 (Igme)       | 9月26日－10月5日   | 颱風         | 215 km/h     | 905               | 21.6975 | 韓國釜山廣域市附近                   | 10月5日10時      | 120 km/h | 18.3              | 7        |
| 艾利 (Julian)     | 10月4日－10月14日  | 強烈熱帶風暴 | 110 km/h     | 975               | 2.95    | 越南承天順化省順化市附近             | 10月14日2時      | 45 km/h  | 112               | 35       |
| 桑達              | 10月4日－10月13日  | 颱風         | 185 km/h     | 925               | 15.04   | 没有登陆                             | 没有登陆         | 没有登陆 | 0                 | 0        |
| 莎莉嘉 (Karen)    | 10月12日－10月19日 | 颱風         | 175 km/h     | 935               | 11.36   | 菲律賓奧羅拉省巴萊爾附近             | 10月16日2時      | 175 km/h | 756.7             | 34       |
| 莎莉嘉 (Karen)    | 10月12日－10月19日 | 颱風         | 175 km/h     | 935               | 11.36   | 菲律賓邦阿西楠省安達附近             | 10月16日10時     | 140 km/h | 756.7             | 34       |
| 莎莉嘉 (Karen)    | 10月12日－10月19日 | 颱風         | 175 km/h     | 935               | 11.36   | 中國海南省萬寧市和樂鎮附近           | 10月18日9時50分  | 110 km/h | 756.7             | 34       |
| 莎莉嘉 (Karen)    | 10月12日－10月19日 | 颱風         | 175 km/h     | 935               | 11.36   | 中國廣西壯族自治區防城港市東興市附近 | 10月19日14時10分 | 65 km/h  | 756.7             | 34       |
| 海馬 (Lawin)      | 10月13日－10月22日 | 颱風         | 215 km/h     | 900               | 25.5525 | 菲律賓卡加延省佩尼亞布蘭卡附近       | 10月19日23時     | 185 km/h | 1930              | 19       |
| 海馬 (Lawin)      | 10月13日－10月22日 | 颱風         | 215 km/h     | 900               | 25.5525 | 中國廣東省汕尾市海豐縣鮜門鎮附近     | 10月21日12時40分 | 110 km/h | 1930              | 19       |
| 熱帶低氣壓        | 10月15日           | 热带低氣压   | N/A          | 1008              | 0       | 没有登陆                             | 没有登陆         | 没有登陆 | 0                 | 0        |
| 米雷              | 10月31日－11月7日  | 颱風         | 140 km/h     | 960               | 6.8225  | 没有登陆                             | 没有登陆         | 没有登陆 | 0                 | 0        |
| 熱帶低氣壓        | 11月1日－11月4日   | 热带低氣压   | 55 km/h      | 1000              | 0       | 没有登陆                             | 没有登陆         | 没有登陆 | 0                 | 0        |
| 熱帶低氣壓        | 11月3日－11月5日   | 热带低氣压   | N/A          | 1004              | 0       | 越南巴地頭頓省川木縣附近             | 11月5日14時      | N/A      | 48                | 15       |
| 馬鞍              | 11月8日－11月13日  | 热带风暴     | 65 km/h      | 998               | 0.3675  | 没有登陆                             | 没有登陆         | 没有登陆 | 0                 | 0        |
| 蝎虎 (Marce)      | 11月24日－11月28日 | 強烈熱帶風暴 | 95 km/h      | 992               | 4.565   | 菲律賓北蘇里高省索科羅附近           | 11月24日16時     | N/A      | 0.0302            | 1        |
| 蝎虎 (Marce)      | 11月24日－11月28日 | 強烈熱帶風暴 | 95 km/h      | 992               | 4.565   | 菲律賓迪納加特群島卡迪安盧附近       | 11月24日17時     | N/A      | 0.0302            | 1        |
| 蝎虎 (Marce)      | 11月24日－11月28日 | 強烈熱帶風暴 | 95 km/h      | 992               | 4.565   | 菲律賓南萊特省錫拉戈附近             | 11月24日20時     | 55 km/h  | 0.0302            | 1        |
| 蝎虎 (Marce)      | 11月24日－11月28日 | 強烈熱帶風暴 | 95 km/h      | 992               | 4.565   | 菲律賓宿霧省達安班塔延附近           | 11月25日2時      | 55 km/h  | 0.0302            | 1        |
| 蝎虎 (Marce)      | 11月24日－11月28日 | 強烈熱帶風暴 | 95 km/h      | 992               | 4.565   | 菲律賓宿霧省班塔延附近               | 11月25日3時30分  | 55 km/h  | 0.0302            | 1        |
| 蝎虎 (Marce)      | 11月24日－11月28日 | 強烈熱帶風暴 | 95 km/h      | 992               | 4.565   | 菲律賓伊洛伊洛省巴塔附近             | 11月25日5時30分  | 55 km/h  | 0.0302            | 1        |
| 蝎虎 (Marce)      | 11月24日－11月28日 | 強烈熱帶風暴 | 95 km/h      | 992               | 4.565   | 菲律賓阿克蘭省巴坦附近               | 11月25日8時      | 65 km/h  | 0.0302            | 1        |
| 蝎虎 (Marce)      | 11月24日－11月28日 | 強烈熱帶風暴 | 95 km/h      | 992               | 4.565   | 菲律賓巴拉望省科倫附近               | 11月25日19時     | 65 km/h  | 0.0302            | 1        |
| 熱帶低氣壓        | 12月10日－12月13日 | 热带低氣压   | N/A          | 1004              | 0       | 越南平順省潘切市附近                 | 12月13日8時      | N/A      | 53.2              | 30       |
| 洛坦 (Nina)       | 12月21日－12月28日 | 颱風         | 185 km/h     | 915               | 18.2525 | 菲律賓卡坦端內斯省巴托               | 12月25日18時30分 | 185 km/h | 未知              | 6        |
| 洛坦 (Nina)       | 12月21日－12月28日 | 颱風         | 185 km/h     | 915               | 18.2525 | 菲律賓南甘馬粦省薩奈附近             | 12月25日21時30分 | 185 km/h | 未知              | 6        |
| 洛坦 (Nina)       | 12月21日－12月28日 | 颱風         | 185 km/h     | 915               | 18.2525 | 菲律賓奎松省聖安德烈斯附近           | 12月26日2時      | 155 km/h | 未知              | 6        |
| 洛坦 (Nina)       | 12月21日－12月28日 | 颱風         | 185 km/h     | 915               | 18.2525 | 菲律賓馬林杜克省托里霍斯附近         | 12月26日4時30分  | 155 km/h | 未知              | 6        |
| 洛坦 (Nina)       | 12月21日－12月28日 | 颱風         | 185 km/h     | 915               | 18.2525 | 菲律賓八打雁省八打雁市佛德島附近     | 12月26日9時      | 150 km/h | 未知              | 6        |
| 洛坦 (Nina)       | 12月21日－12月28日 | 颱風         | 185 km/h     | 915               | 18.2525 | 菲律賓八打雁省蒂萊附近               | 12月26日10時     | 150 km/h | 未知              | 6        |
| 洛坦 (Nina)       | 12月21日－12月28日 | 颱風         | 185 km/h     | 915               | 18.2525 | 菲律賓西民都洛省洛克附近             | 12月26日13時     | 130 km/h | 未知              | 6        |
| 季节总结          |                    |              |              |                   |         |                                      |                  |          |                   |          |
| 46個 熱帶氣旋     | 5月26日－12月28日  |              | 220 km/h     | 890               | 257.92  | 56次登陆                             | 56次登陆         | 56次登陆 | 8155              | 423      |